# Jours de France
Jours de France je francouzský hraný film z roku 2016, který režíroval Jérôme Reybaud podle vlastního scénáře. Snímek měl světovou premiéru na Mezinárodním filmovém festivalu v Benátkách 3. září 2016.

## Děj
Pierre nečekaně opouští svého přítele Paula a odjíždí bez rozloučení z Paříže. Za pomoci aplikace Grindr projíždí Francií a vyhledává náhodná setkání. Paul jde sám na představení Così fan tutte, kde se rozhodne, že Pierra za pomoci stejné aplikace vyhledá. Pierre se na cestě seznamuje se zpěvačkou francouzských šlágrů, mladíkem Matthieum, který ho poprosí o doručení dopisu a balíčku pro ženu žijící až v Alpách u hranic s Itálií.

## Obsazení
| Pascal Cervo           | Pierre Thomas           |
| Arthur Igual           | Paul                    |
| Fabienne Babe          | Diane Querqueville      |
| Nathalie Richard       | knihkupkyně             |
| Lætitia Dosch          | zlodějka                |
| Jean-Christophe Bouvet | barman                  |
| Liliane Montevecchi    | Judith Joubert          |
| Marie-France           | Marie Pilâtre de Rozier |
| Frédéric Norbert       | muž v opeře             |
| Mathieu Chevé          | Matthieu                |
| Olivier Galinou        | Didier                  |